# Кухан Шанмуганатхан
Кухан Шанмуганатхан (англ. Kuhan Shanmuganathan, род. 23 июля 1976, Порт-Диксон, Негери-Сембилан) — малайзийский хоккеист (хоккей на траве), защитник. Участник летних Олимпийских игр 1996 и 2000 годов, бронзовый призёр летних Азиатских игр 2002 года, трёхкратный чемпион Игр Юго-Восточной Азии 1999, 2001 и 2007 годов.

## Биография
Кухан Шанмуганатхан родился 23 июля 1976 года в малайзийском городе Порт-Диксон.
Играл в хоккей на траве за «Яясан Негери Сембилан» (1992—1996), «Петалинг Джая» (1997—1998), немецкий «Лимбург» (1997), «Банк Симпанан Насионал» (1999), «Сапуру» (2000—2005, 2005—2012), индийский «Бангалор Хай-Флайерз» (2005). Шесть раз становился чемпионом Малайзии (1995—1997, 1999, 2004—2005), дважды выигрывал Кубок Малайзии (2005—2006). Три раза был лучшим снайпером чемпионата Малайзии (1997, 1999, 2003).
В 1996 году вошёл в состав сборной Малайзии по хоккею на траве на летних Олимпийских играх в Атланте, занявшей 11-е место. Играл на позиции защитника, провёл 7 матчей, забил 2 мяча в ворота сборных Аргентины и США.
В 2000 году вошёл в состав сборной Малайзии по хоккею на траве на летних Олимпийских играх в Сиднее, занявшей 11-е место. Играл на позиции защитника, провёл 6 матчей, забил 1 мяч в ворота сборной Польши).
В 2002 году завоевал бронзовую медаль хоккейного турнира летних Азиатских игр в Пусане.
Четырежды выигрывал золотые медали хоккейных турниров Игр Юго-Восточной Азии: в 1995 году в Чиангмае, в 1997 году в Джакарте, в 1999 году в Бандар-Сери-Бегаване, в 2001 году в Куала-Лумпуре.
Завоевал две медали хоккейных турниров Игр Содружества: серебро в 1998 году в Куала-Лумпуре и бронзу в 2006 году в Мельбурне.
В 2000 году сменил в качестве капитана сборной Малайзии Мирнавана Навави и шесть лет носил повязку. После того как Федерация хоккея на траве Малайзии в начале 2007 года исключила его из состава сборной, решил завершить карьеру, однако вернулся в том же году на последний в карьере турнир — Игры Восточной Азии.
В 1996—2007 годах провёл за сборную Малайзии 341 матч, что остаётся рекордом.
По окончании игровой карьеры стал менеджером. Работает на этой должности в клубе «Сапура».